# Klouzek zrnitý
Klouzek zrnitý (Suillus granulatus) (L. ex Fr.) Kuntze je výborná jedlá houba vhodná ke konzumaci prakticky ve všech úpravách, zejména však do polévek, na smažení a na nakládání do octa. Spolu s klouzkem obecným a klouzkem sličným patří k nejchutnějším klouzkům.

## Synonyma
- Boletus granulatus L. 1753
- Boletus granulatus var. lactifluus (Pers.) J. Blum 1965
- Boletus lactifluus (Pers.) J. Blum 1969
- Ixocomus granulatus (L.) Quél. 1888
- Leccinum lactifluum (With.) Gray 1821
- Suillus lactifluus (With.) A.H. Sm. & Thiers 1968

- klouzek ovčí
- podmáselník

## Vzhled

### Makroskopický

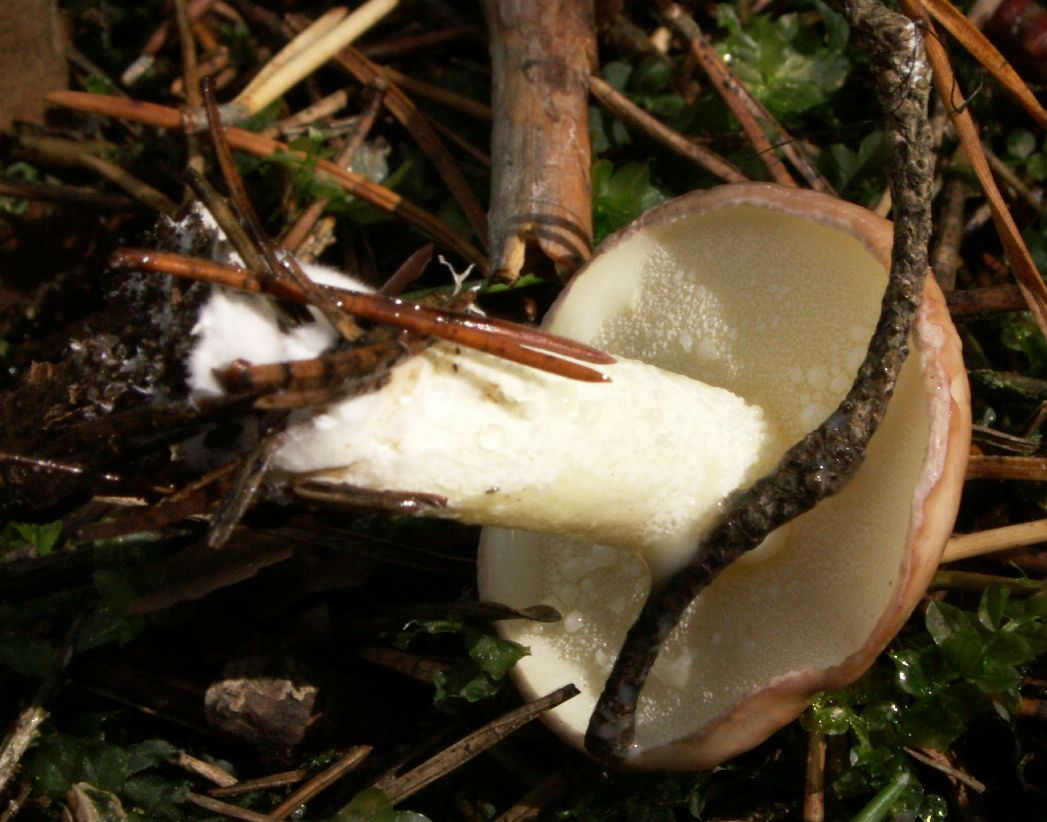
Rourky vylučují kapičky bílé barvy

Klobouk má v průměru 3-10 cm, nejprve sklenutý, poté plochý, v mládí s podvinutým okrajem, za vlhka slizký, za sucha a v dospělosti suchý a lesklý. Barva klobouku je nejdříve hnědá, později, když se sliz ztrácí, žlutavá až okrově červená.
Rourky jsou 5-10 mm dlouhé, nejprve v mládí světležluté, poté postupně okrové až hnědožluté. Póry jsou stejné barvy jako rourky, nejprv velmi malé, potom až 1 mm velké. Vylučují kapičky mléčně zbarvené tekutiny, která po zaschnutí nechává hnědavá zrnka.
Třeň je 40-60 mm dlouhý a 8-15 mm široký, válcovitý, plný. Barva je velmi světle žlutá. V mládí pod kloboukem roní kapičky bílé tekutiny, v dospělosti je třeň v horní části posetý jemnými žlutými zrnéčky. Nemá závoj, tedy ani prsten.
Dužnina je v mládí bělavá, později nažloutlá, tmavší nad rourkami a v klobouku. V klobouku bývá v mládí máslovitá potom velmi měkká až vodnatá, na vzduchu barvu nemění.

### Mikroskopický

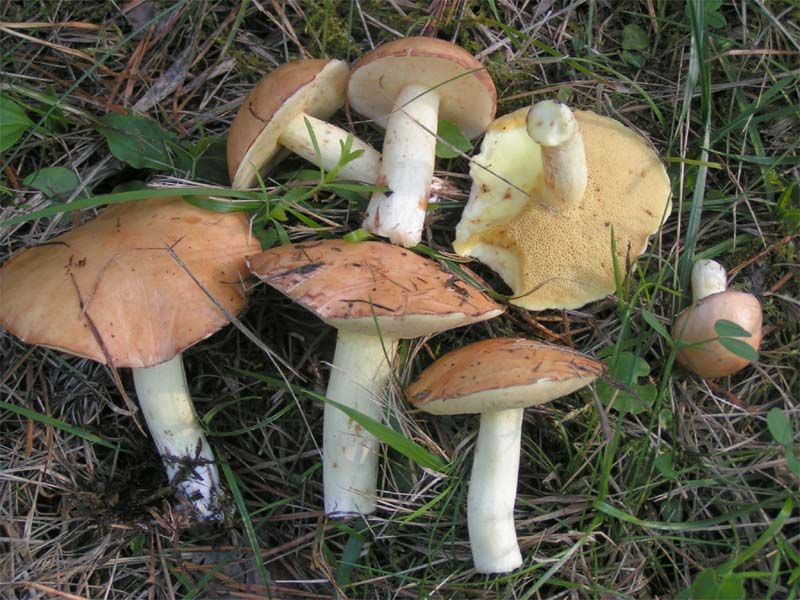
Klouzek zrnitý

Výtrusy žlutavé, 7-10 x 3-3,5 μm. Výtrusný prach je žlutohnědý.

## Výskyt
Roste od června do listopadu hlavně v borech pod borovicemi se dvěma jehlicemi ve svazečku, vzácně i pod jinými jehličnany, na neutrálních až bázických půdách. Preferuje prosvětlená stanoviště na okrajích porostu nebo na lesních cestách a loukách. Většinou roste ve více jedincích pohromadě. Je rozšířený v celém mírném pásmu severní polokoloule, ale vyskytuje se i v jihoamerických borovicových kulturách.

## Nejčastější záměny
Lze ho zaměnit snad jen s jinými druhy klouzků. Nejvíce podobný je klouzek obecný, který má ale vždy tmavší barvu klobouku a má na třeni prsten. Podobný je též klouzek žíhaný, který roste též pod borovicemi avšak na vápnitých půdách, roní průhledné kapičky.